# Хайнрих III фон Финстинген-Шваненхалс
Хайнрих III фон Финстинген-Шваненхалс (на немски: Heinrich III von Vinstingen-Schwanenhals; † сл. 15 юли 1429) от фамилията на господарите на Малберг в Айфел, е господар на Финстинген (на френски: Fénétrange) и Шваненхалс.
Той е син (от седем деца) на Якоб/Жак I фон Финстинген-Шваненхалс († 1388/1389) и съпругата му Маргарета фон Финстинген-Бракенкопф († сл. 1382), дъщеря на Улрих фон Финстинген († 1387/1389), фогт в Елзас, господар на Фалкенберг, и Мари д' Аспремонт († 1380).
Господарите фон Финстинген получават Димеринген (в Гранд Ест) от Херцогство Пфалц-Цвайбрюкен. Хайнрих III фон Финстинген-Шваненхалс залага през 1421 г. половината господство за 4000 гулдена на граф Филип I фон Насау-Саарбрюкен († 1429).

## Фамилия
Хайнрих III фон Финстинген-Шваненхалс се жени 1422 г. за Елизабет фон Кирбург († сл. 1422), дъщеря на вилдграф Герхард III фон Кирбург († 1408) и графиня Аделхайд фон Велденц († 1403). Те имат един син:
- Вилхелм фон Финстинген († 15 юли 1469), женен 1453 г. за Агнес фон Ербах († 1472), дъщеря на шенк Йохан III фон Ербах († 1458) и Маргарета фон Ербах († 1448)

Хайнрих III фон Финстинген-Шваненхалс се жени втори път за де Росиерес. Те имат два сина:
- Йохан фон Финстинген († сл. 6 октомври 1467), господар на Финстинген, маршал на Лотарингия и Бар, женен на 22 март 1422 г. за Беатриса д' Огевилер († 30 април 1481)
- Якоб II фон Финстинген († 1437), господар в Байон, женен пр. 14 януари 1429 г. за Хенриета фон Лайнинген († сл. 31 юли 1437)